# Царичанська волость
Царичанська волость — адміністративно-територіальна одиниця Кобеляцького повіту Полтавської губернії з центром у містечку Царичанка.
Станом на 1885 рік складалася з 25 поселень, 4 сільських громад. Населення — 8050 осіб (4036 чоловічої статі та 4014 — жіночої), 1210 дворових господарств.
|                     | Площа, десятин | У тому числі орної, десятин |
| ------------------- | -------------- | --------------------------- |
| Сільських громад    | 10515          | 7756                        |
| Приватної власності | 1806           | 875                         |
| Іншої власності     | 120            | 119                         |
| Загалом             | 12441          | 8750                        |

Найбільші поселення волості станом на 1885:
- Царичанка — колишнє державне містечко при річці Орелі за 32 версти від повітового міста, 571 двір, 3200 мешканців, 4 православні церкви, школа, богадільня, постоялий двір, трактир, ренськовий погріб, 6 постоялих будинків, 22 лавки, базар, 4 ярмарки на рік (18 січня, 1 березня, 24 червня, 20 вересня), 31 вітряний млин, маслобійний завод.
- Тарасівський — колишній державний хутір, 92 двори, 730 мешканців, 10 вітряних млинів.

Старшинами волості були:
- 1904 року відставний солдат Іван Платонович Шаульський[2];
- 1913 року селянин Михайло Овсійович Гаврит[3];
- 1915 року селянин Павло Іванович Яриз[4].